# Tomasz Polewka
Tomasz Polewka, né le 5 août 1994 à Grudziądz, Pologne est un nageur polonais, spécialiste du dos.
Il remporte la médaille d'or du 50 mètres dos lors des Championnats d'Europe de natation en petit bassin 2015 en 22 s 96.

## Palmarès

### Championnats d'Europe

#### En petit bassin
- Championnats d'Europe 2015 à Netanya (Israël) :
  -  Médaille d'or du 50 m dos